# Фердинанд Карл Австрийский (1868—1915)
Фердинанд Карл Людвиг Иосиф Иоганн Мария Австрийский  (27 декабря 1868, Вена — 10 марта 1915[…] или 12 марта 1915[…], Мюнхен) — эрцгерцог Австрийский до 1911, брат эрцгерцога Франца Фердинанда  и дядя императора Карла I.

## Биография
Отец — Карл Людвиг, эрцгерцог Австрийский, брат императора Франца Иосифа и дед императора Карла I, внук императора Франца II. Мать — Мария Аннунциата Бурбон-Сицилийская — дочь Фердинанда II короля Обеих Сицилий.
В 1900 году его старший брат Франц Фердинанд заключил морганатический брак с Софьей Хотек, против этого брака выступал Франц Карл и множество остальных членов семьи.
В 1902 году познакомился с дочерью профессора-математика 23-летней Бертой Чубер (чеш. Czuber, 1879—1979). В 1909 заключил с ней тайный морганатический брак. Против этого брака выступил император Франц Иосиф. В 1911 году всплыл его морганатический брак, после чего он был лишен фамилии Габсбург и вычеркнут из всех императорских документов и жил частной жизнью под именем Фердинанда Бурга.
К 1911 году он был уже болен туберкулёзом и испытывал частые головокружения. Ему была назначена пенсия в размере 231 000 крон в год.
Скончался в 1915 году от туберкулёза. Детей не имел.